# Scythris crassiuscula
Scythris crassiuscula is een vlinder uit de familie dikkopmotten (Scythrididae). De wetenschappelijke naam is voor het eerst geldig gepubliceerd in 1855 door Herrich-Schäffer.
De soort komt voor in Europa.